# Anthonotha
Genre
Classification phylogénétique
Anthonotha est un genre de plantes à fleurs dicotylédones de la famille des Fabaceae, sous-famille des Caesalpinioideae, originaire d'Afrique tropicale, qui compte une trentaine d'espèces acceptées.

## Liste d'espèces
Selon The Plant List (4 octobre 2018) :
- Anthonotha acuminata (De Wild.) J.Leonard
- Anthonotha brieyi (De Wild.) J.Leonard
- Anthonotha cladantha (Harms) J.Leonard
- Anthonotha conchyliophora (Pellegr.) J.Leonard
- Anthonotha crassifolia (Baill.) J.Leonard
- Anthonotha elongata (Hutch.) J.Leonard
- Anthonotha ernae (Dinkl.) J.Leonard
- Anthonotha explicans (Baill.) J.Leonard
- Anthonotha ferruginea (Harms) J.Leonard
- Anthonotha fragrans (Baker f.) Exell & Hillc.
- Anthonotha gabunensis J.Leonard
- Anthonotha gilletii (De Wild.) J.Leonard
- Anthonotha graciliflora (Harms) J.Leonard
- Anthonotha hallei (Aubrev.) J.Leonard
- Anthonotha isopetala (Harms) J.Leonard
- Anthonotha lamprophylla (Harms) J.Leonard
- Anthonotha lebrunii (J.Leonard) J.Leonard
- Anthonotha leptorrhachis (Harms) J.Leonard
- Anthonotha macrophylla P.Beauv.
- Anthonotha nigerica (Baker f.) J.Leonard
- Anthonotha noldeae (Rossberg) Exell & Hillc.
- Anthonotha obanensis (Baker f.) J.Leonard
- Anthonotha pellegrinii Aubrev.
- Anthonotha pynaertii (De Wild.) Exell & Hillc.
- Anthonotha sargosii (Pellegr.) J.Leonard
- Anthonotha sassandraensis Aubrev. & Pellegr.
- Anthonotha stipulacea (Benth.) Leonard
- Anthonotha triplisomeris (Pellegr.) J.Leonard
- Anthonotha trunciflora (Harms) J.Leonard
- Anthonotha vignei (Hoyle) J.Leonard
- Anthonotha wijmacampensis Breteler